# راو سکندر اقبال
راو سکندر اقبال (اردو: راؤسِكندراِقبال؛ ۱۹۴۳ – ۲۹ سپتامبر ۲۰۱۰) سیاست‌مدار اهل پاکستان بود. وی از سال ۲۰۰۲ تا ۲۰۰۷ وزیر دفاع پاکستان بوده‌است.